# Santa Marta de Penaguião
Santa Marta de Penaguião é uma vila portuguesa localizada na sub-região do Douro, pertencendo à região do Norte e ao distrito de Vila Real. 
É sede do município de Santa Marta de Penaguião que tem uma área total de 69,28 km2, 6.100 habitantes em 2021 e uma densidade populacional de 88 habitantes por km2, subdividido em 7 freguesias. O município é limitado a norte e leste pelo município de Vila Real, a sul pelo Peso da Régua e Baião e a oeste por Amarante.

## Freguesias

Freguesias do município de Santa Marta de Penaguião.

O município de Santa Marta de Penaguião está dividido em 7 freguesias:
- Alvações do Corgo
- Cumieira
- Fontes
- Lobrigos (São Miguel e São João Baptista) e Sanhoane
- Louredo e Fornelos
- Medrões
- Sever

## Património
- Pelourinho de Santa Marta de Penaguião

## Evolução da população do município
★ Os Recenseamentos Gerais da população portuguesa tiveram lugar a partir de 1864, regendo-se pelas orientações do Congresso Internacional de Estatística de Bruxelas de 1853. Encontram-se disponíveis para consulta no site do Instituto Nacional de Estatística (INE). 
| 1864  | 1878  | 1890  | 1900  | 1911  | 1920  | 1930  | 1940  | 1950  | 1960  | 1970  | 1981  | 1991 |
| 10329 | 10797 | 11298 | 11422 | 11270 | 10594 | 12532 | 14597 | 14066 | 13282 | 12060 | 11194 | 9703 |

| 2001  | 2011  | 2021  |
| 8 569 | 7 356 | 6 100 |

(Obs.: Número de habitantes "residentes", ou seja, que tinham a residência oficial neste concelho à data em que os censos  se realizaram.)
| Número de habitantes por grupo etário | Número de habitantes por grupo etário | Número de habitantes por grupo etário | Número de habitantes por grupo etário | Número de habitantes por grupo etário | Número de habitantes por grupo etário | Número de habitantes por grupo etário | Número de habitantes por grupo etário | Número de habitantes por grupo etário | Número de habitantes por grupo etário | Número de habitantes por grupo etário | Número de habitantes por grupo etário | Número de habitantes por grupo etário | Número de habitantes por grupo etário |
| ------------------------------------- | ------------------------------------- | ------------------------------------- | ------------------------------------- | ------------------------------------- | ------------------------------------- | ------------------------------------- | ------------------------------------- | ------------------------------------- | ------------------------------------- | ------------------------------------- | ------------------------------------- | ------------------------------------- | ------------------------------------- |
|                                       | 1900                                  | 1911                                  | 1920                                  | 1930                                  | 1940                                  | 1950                                  | 1960                                  | 1970                                  | 1981                                  | 1991                                  | 2001                                  | 2011                                  | 2021                                  |
| 0-14 Anos                             | 3897                                  | 4041                                  | 3635                                  | 4400                                  | 5247                                  | 4468                                  | 4279                                  | 3965                                  | 3188                                  | 1946                                  | 1225                                  | 886                                   | 544                                   |
| 15-24 Anos                            | 2204                                  | 2017                                  | 1983                                  | 2367                                  | 2509                                  | 2713                                  | 2175                                  | 2035                                  | 2079                                  | 1740                                  | 1266                                  | 745                                   | 577                                   |
| 25-64 Anos                            | 4555                                  | 4485                                  | 4345                                  | 5050                                  | 5836                                  | 5930                                  | 5796                                  | 5050                                  | 4651                                  | 4548                                  | 4308                                  | 3887                                  | 3029                                  |
| = ou > 65 Anos                        | 723                                   | 654                                   | 621                                   | 688                                   | 800                                   | 869                                   | 1032                                  | 1010                                  | 1276                                  | 1469                                  | 1770                                  | 1838                                  | 1950                                  |

(Obs: De 1900 a 1950 os dados referem-se à população "de facto", ou seja, que estava presente no concelho à data em que os censos se realizaram. Daí que se registem algumas diferenças relativamente à designada população residente)

## Política

### Eleições autárquicas[6]
| Data | %       | V       | %     | V     | %       | V       | %            | V            | %              | V    | %              | V  | %              | V   | %       | V       | Participação |                |
| Data | PPD/PSD | PPD/PSD | PS    | PS    | CDS-PP  | CDS-PP  | FEPU/APU/CDU | FEPU/APU/CDU | GDUP           | GDUP | AD             | AD | UDP            | UDP | PSD/CDS | PSD/CDS | Participação |                |
| ---- | ------- | ------- | ----- | ----- | ------- | ------- | ------------ | ------------ | -------------- | ---- | -------------- | -- | -------------- | --- | ------- | ------- | ------------ | -------------- |
| Data | 1976    | 46,99   | 3     | 31,92 | 2       | 9,01    | -            | 4,57         | -              | 1,44 | -              |    |                |     |         |         |              | 60,82 / 100,00 |
| 1979 | AD      | AD      | 39,27 | 2     | AD      | AD      | 4,06         | -            |                |      | 53,01          | 3  | 76,24 / 100,00 |     |         |         |              |                |
| 1982 | AD      | AD      | 45,22 | 2     | AD      | AD      | 2,94         | -            | 46,11          | 3    | 1,97           | -  | 75,92 / 100,00 |     |         |         |              |                |
| 1985 | 40,92   | 2       | 42,09 | 3     | 11,62   | -       | 1,68         | -            |                |      |                |    | 74,20 / 100,00 |     |         |         |              |                |
| 1989 | 37,92   | 2       | 58,26 | 3     |         |         | 1,19         | -            | 74,86 / 100,00 |      |                |    |                |     |         |         |              |                |
| 1993 | 35,21   | 2       | 57,02 | 3     | 3,03    | -       | 1,18         | -            | 72,95 / 100,00 |      |                |    |                |     |         |         |              |                |
| 1997 | 43,18   | 2       | 53,35 | 3     | 0,74    | -       | 0,65         | -            | 74,01 / 100,00 |      |                |    |                |     |         |         |              |                |
| 2001 | 30,58   | 1       | 62,51 | 4     | 2,90    | -       | 1,02         | -            | 72,12 / 100,00 |      |                |    |                |     |         |         |              |                |
| 2005 | 27,30   | 1       | 66,79 | 4     |         |         | 2,08         | -            | 67,69 / 100,00 |      |                |    |                |     |         |         |              |                |
| 2009 | 28,25   | 1       | 64,32 | 4     | 2,45    | -       | 1,29         | -            | 62,43 / 100,00 |      |                |    |                |     |         |         |              |                |
| 2013 | 32,74   | 2       | 57,63 | 3     | 3,42    | -       | 1,60         | -            | 62,55 / 100,00 |      |                |    |                |     |         |         |              |                |
| 2017 | 23,24   | 1       | 62,60 | 4     | 8,59    | -       | 2,06         | -            | 65,47 / 100,00 |      |                |    |                |     |         |         |              |                |
| 2021 | CDS-PP  | CDS-PP  | 57,32 | 3     | PPD/PSD | PPD/PSD | 2,18         | -            | 35,17          | 2    | 63,60 / 100,00 |    |                |     |         |         |              |                |

### Eleições legislativas
| Data | %     | %     | %     | %     | %     | %     | %        | %     | %    | %     | %    | %   | %       | % | %  | %  |  |
| Data | PS    | PSD   | CDS   | PCP   | UDP   | AD    | APU/ CDU | FRS   | PRD  | PSN   | BE   | PAN | PSD CDS | L | CH | IL |  |
| ---- | ----- | ----- | ----- | ----- | ----- | ----- | -------- | ----- | ---- | ----- | ---- | --- | ------- | - | -- | -- |  |
| Data | 1976  | 39,16 | 29,87 | 14,66 | 2,49  | 0,99  |          |       |      |       |      |     |         |   |    |    |  |
| 1979 | 36,89 | AD    | AD    | APU   | 1,70  | 46,44 | 5,96     |       |      |       |      |     |         |   |    |    |  |
| 1980 | FRS   | AD    | AD    | APU   | 0,85  | 49,11 | 5,28     | 34,74 |      |       |      |     |         |   |    |    |  |
| 1983 | 45,07 | 33,70 | 9,34  | APU   | 0,64  |       | 5,81     |       |      |       |      |     |         |   |    |    |  |
| 1985 | 35,14 | 35,30 | 8,03  | APU   | 0,81  | 6,00  | 8,55     |       |      |       |      |     |         |   |    |    |  |
| 1987 | 31,62 | 54,50 | 2,89  | CDU   | 0,37  | 3,21  | 0,88     |       |      |       |      |     |         |   |    |    |  |
| 1991 | 34,21 | 53,96 | 4,33  | CDU   |       | 2,03  | 0,35     | 0,98  |      |       |      |     |         |   |    |    |  |
| 1995 | 49,92 | 40,24 | 5,15  | CDU   | 0,26  | 1,60  |          | 0,30  |      |       |      |     |         |   |    |    |  |
| 1999 | 51,91 | 38,39 | 4,35  | CDU   |       | 1,64  | 0,19     | 0,54  |      |       |      |     |         |   |    |    |  |
| 2002 | 42,99 | 44,57 | 7,73  | CDU   | 1,71  |       | 0,58     |       |      |       |      |     |         |   |    |    |  |
| 2005 | 55,01 | 32,17 | 4,54  | CDU   | 2,01  | 2,61  |          |       |      |       |      |     |         |   |    |    |  |
| 2009 | 46,10 | 32,25 | 8,63  | CDU   | 2,73  | 5,50  |          |       |      |       |      |     |         |   |    |    |  |
| 2011 | 39,87 | 42,46 | 7,73  | CDU   | 2,86  | 2,23  | 0,37     |       |      |       |      |     |         |   |    |    |  |
| 2015 | 43,71 | CDS   | PSD   | CDU   | 3,11  | 4,48  | 0,46     | 43,04 | 0,23 |       |      |     |         |   |    |    |  |
| 2019 | 45,85 | 31,86 | 4,44  | CDU   | 2,06  | 5,99  | 1,55     |       | 0,51 | 0,62  | 0,59 |     |         |   |    |    |  |
| 2022 | 51,84 | 32,18 | 1,95  | CDU   | 1,28  | 1,84  | 0,67     | 0,27  | 6,11 | 1,57  |      |     |         |   |    |    |  |
| 2024 | 39,48 | AD    | AD    | CDU   | 33,38 | 1,32  | 2,50     | 0,83  | 0,61 | 15,58 | 1,49 |     |         |   |    |    |  |